# Magnus Tideman
Magnus Tideman (Uppsala, 9 april 1963) is een Zweeds voormalig tennisser.

## Carrière
Tideman werd prof in 1980 en won in 1983 zijn eerste en enige ATP-titel in het dubbelspel aan de zijde van landgenoot Stefan Simonsson tegen de Argentijnse broers Francisco Yunis en Juan Carlos Yunis. In 1988 stond hij voor een tweedemaal in de finale maar verloor er samen met Mikael Pernfors van de Amerikanen Rick Leach en Tim Pawsat. In 1989 sloot hij zijn carrière af met meerdere deelnames aan Grand Slams in het enkel en dubbelspel. Zijn beste resultaat was een kwartfinale in het dubbelspel op de Australian Open in 1988.
Na zijn carrière werd hij coach van Jérémy Chardy en Thomas Johansson.

## Palmares
| Legenda                       | Legenda               |
| ----------------------------- | --------------------- |
| Grand Slam                    |                       |
| Olympische Spelen             |                       |
| tot 2009                      | vanaf 2009            |
| Tennis Masters Cup            | ATP Finals            |
| ATP Masters Series            | ATP Tour Masters 1000 |
| ATP International Series Gold | ATP Tour 500          |
| ATP International Series      | ATP Tour 250          |

### Dubbelspel
| Nr.                          | Datum             | Toernooi      | Ondergrond | Partner          | Tegenstanders in finale           | Score    | Details |
| ---------------------------- | ----------------- | ------------- | ---------- | ---------------- | --------------------------------- | -------- | ------- |
| Gewonnen finales herendubbel |                   |               |            |                  |                                   |          |         |
| 1.                           | 23 september 1983 | ATP Bordeaux  | Gravel     | Stefan Simonsson | Francisco Yunis Juan Carlos Yunis | 6-4, 6-2 | details |
| Verloren finales herendubbel |                   |               |            |                  |                                   |          |         |
| 1.                           | 13 juli 1987      | ATP Stuttgart | Gravel     | Mikael Pernfors  | Rick Leach Tim Pawsat             | 3-6, 4-6 | details |

## Resultaten grote toernooien
| Legenda | Legenda                          |
| ------- | -------------------------------- |
| g.t.    | geen toernooi gehouden           |
| l.c.    | lagere categorie                 |
| –       | niet deelgenomen                 |
| G       | uitgeschakeld in de groepsfase   |
| 1R      | uitgeschakeld in de eerste ronde |
| 2R      | uitgeschakeld in de tweede ronde |
| 3R      | uitgeschakeld in de derde ronde  |
| 4R      | uitgeschakeld in de vierde ronde |
| KF      | uitgeschakeld in de kwartfinale  |
| HF      | uitgeschakeld in de halve finale |
| F       | de finale verloren               |
| W       | het toernooi gewonnen            |
| w-v     | winst/verlies-balans             |

### Enkelspel
| toernooi        | 1983 |    | 1988 |
| --------------- | ---- | -- | ---- |
| Australian Open | –    | 2R |      |
| Roland Garros   | 3R   | –  |      |
| Wimbledon       | 1R   | –  |      |
| US Open         | –    | –  |      |

### Dubbelspel
| toernooi        | 1983 |    | 1985 | 1986 | 1987 | 1988 | 1989 |
| --------------- | ---- | -- | ---- | ---- | ---- | ---- | ---- |
| Australian Open | –    | –  | –    | –    | KF   | 1R   |      |
| Roland Garros   | 2R   | 2R | 2R   | –    | –    | –    |      |
| Wimbledon       | 1R   | –  | 1R   | 1R   | 1R   | –    |      |
| US Open         | –    | –  | –    | –    | –    | –    |      |